# Фрагмопласт
Фрагмопласт је структура специфична за биљну ћелију која се формира током касне цитокинезе. Служи као скелет за склапање ћелијске плоче и накнадно формирање новог ћелијског зида који раздваја две ћерке ћелије. Фрагмопласт се може посматрати само у Phragmoplastophyta која укључује Coleochaetophyceae, Zygnematophyceae, Mesotaeniaceae и Embryophyta (копнене биљке). Неке алге користе другу врсту низа микротубула, фикопласт, током цитокинезе.

## Структура
Фрагмопласт је сложен склоп микротубула (МТ), микрофиламената (МФ) и елемената ендоплазматског ретикулума (ЕР), који се склапају у два супротна скупа вертикално на раван будуће ћелијске плоче током анафазе и телофазе. У почетку је у облику бачве и формира се из митотичког вретена између два ћерка језгра, док се нуклеарни омотачи поново склапају око њих. Ћелијска плоча се у почетку формира као диск између две половине структуре фрагмопласта. Док се нови материјал ћелијске плоче додаје на ивице плоче за раст, микротубуле фрагмопласта нестају у центру и регенеришу се на ивицама растуће ћелијске плоче. Две структуре расту према споља док не достигну спољашњи зид ћелије за дељење. Ако је фрагмозом био присутан у ћелији, фрагмопласт и ћелијска плоча ће расти кроз простор који заузима фрагмозом. Они ће стићи до зида родитељске ћелије тачно на позицији коју је раније заузимао препрофазни појас.
Микротубуле и актински филаменти унутар фрагмопласта служе за вођење везикула са материјалом ћелијског зида до растуће ћелијске плоче. Актински филаменти су такође вероватно укључени у вођење фрагмопласта до места бивше локације препрофазне траке на зиду родитељске ћелије. Док ћелијска плоча расте, сегменти глатког ендоплазматског ретикулума су заробљени у њој, касније формирајући плазмодезмате који повезују две ћерке ћелије.
Фрагмопласт се топографски може разликовати у две области, средњу линију која укључује централну раван где се неки од плус-крајева оба антипаралелна сета микротубула (МТс) интердигитирају (као у матриксу средњег тела), и дистални региони на оба стране средње линије.

## Улога у циклусу биљне ћелије
Након анафазе, фрагмопласт излази из остатка МТ-а вретена између ћерки језгара. МТ плус крајеви преклапају екватор фрагмопласта на месту где ће се формирати ћелијска плоча. Формирање ћелијске плоче зависи од локализоване фузије секреторних везикула за испоруку компоненти мембране и ћелијског зида. Вишак мембранских липида и компоненти ћелијског зида се рециклирају ретроградним мембранским саобраћајем зависним од клатрина/динамина. Када се почетна ћелијска плоча формира у свом центру, фрагмопласт почиње да се шири ка споља да би стигао до ивица ћелије. Актински филаменти се такође локализују у фрагмопласту и у великој мери се акумулирају у касној телофази. Докази сугеришу да актински филаменти служе експанзији фрагмопласта више од почетне организације, с обзиром да дезорганизација актинских филамената путем третмана лековима доводи до одлагања експанзије ћелијске плоче.
Многи протеини повезани са микротубулама (МАП) су локализовани на фрагмопласту, укључујући и оне који су конститутивно експримирани (као што су МОР1, катанин, ЦЛАСП, СПР2 и протеини γ-тубулинског комплекса) и оне експримиране специфично током М-фазе, као што су ЕБ1ц,  ТАНГЛЕД1 и протеини комплекса аугмин.  Функције ових протеина у фрагмопласту су вероватно сличне њиховим функцијама на другим местима у ћелији.  Већина истраживања фрагмопластних МАП-ова била је фокусирана на средњу линију јер се тамо, прво, одвија већина фузије мембране и, друго, где се два сета антипаралелних МТ-а држе заједно. Откриће важног низа молекула који се локализују на средњој линији фрагмопласта баца светло на сложене процесе који делују у овом региону фрагмопласта.
Два протеина која имају критичне функције за антипаралелно спајање МТ на средњој линији фрагмопласта су МАП65-3 и кинезин-5. Протеини породице кинезин-7, ХИНКЕЛ/АтНАЦК1 и АтНАЦК2/ТЕС, регрутују каскаду протеин киназе активиране митогеном (МАПК) до средње линије и индукују фосфорилацију МАП65. Фосфориловани МАП65-1 се такође акумулира на средњој линији и смањује активности спајања МТ-а за експанзију ћелијске плоче. Суштински механизам МАПК каскаде за експанзију фрагмопласта је потиснут активношћу циклин зависне киназе (ЦДК) пре телофазе.
Одређени МАП-ови који акумулирају средњу линију фрагмопласта су есенцијални протеини за цитокинезу. Чланови кинезина-12, PAKRP1 и ПАКРП1Л, акумулирају се на средњој линији и мутанти са двоструким губитком функције имају дефектну цитокинезу током мушке гаметогенезе. ПАКРП2 се акумулира на средњој линији, а такође и у пункту у целом фрагмопласту, што имплицира да PAKRP2 учествује у транспорту везикула изведеног од Голџија. Хомолози маховине PAKRP2, KINID1a, и  KINID1bлокализују се на средњу линију фрагмопласта и неопходни су за организацију фрагмопласта. РУНКЕЛ, који је МАП који садржи ХЕАТ понављање, такође се акумулира на средњој линији и цитокинеза је аберантна у линији са мутацијама губитка функције у овом протеину. Још један протеин локализован на средњој линији, „два-у-један” (ДУЈ), претпостављена је киназа и такође је неопходан за цитокинезу као што показују дефекти у мутанту. ТИО реагује са PAKRP1, PAKRP1L (кинезин-12) и NACK2/TES (кинезин-7) према два хибридна теста квасца. Коначно, TPLATE, протеин сличан адаптину, акумулира се на ћелијској плочи и неопходан је за цитокинезу.